# Anni verdi (film)
Anni verdi (The Green Years) è un film del 1946 diretto da Victor Saville ed interpretato da Charles Coburn, Tom Drake, Dean Stockwell, Hume Cronyn e Jessica Tandy. La pellicola è basata sul romanzo omonimo del 1944 di Archibald Joseph Cronin.

## Trama
Il piccolo Robert Shannon dopo la morte dei genitori viene affidato alle cure dei nonni scozzesi. Il bisnonno diventa per lui una sorta di mentore che lo aiuta a crescere, affrontare le difficoltà della vita e conquistare la bella Alison.

## Riconoscimenti

### Candidature
- 1947 - Premio Oscar
  - Miglior attore non protagonista a Charles Coburn
  - Miglior fotografia a George J. Folsey